# Matsucythere
Matsucythere is een geslacht van kreeftachtigen uit de klasse van de Ostracoda (mosselkreeftjes).

## Soort
- Matsucythere peichao Hu & Tao, 2008